# Gillian Clark (historienne)
Edith Gillian Clark est une historienne britannique, professeure émérite d'histoire ancienne à l'Université de Bristol. Elle a pris sa retraite de l'Université de Bristol en 2010. Clark est connue pour ses travaux sur l’histoire, la littérature et la religion de l'Antiquité tardive.

## Éducation et carrière
Gillian Clark étudie la langue et la littérature grecques et latines, l'histoire ancienne et la philosophie au Somerville College d'Oxford. Elle obtient sa maîtrise ès arts et son doctorat en philosophie de l'Université d'Oxford. Elle enseigne dans les universités de Glasgow, St Andrews, Manchester, Liverpool et Bristol.
Son dernier ouvrage est un commentaire de la Cité de Dieu d'Augustin d'Hippone. Elle est membre de la British Academy et éditrice de la série Translated Texts for Historians 300–800, publiée par Liverpool University Press. Elle est éditrice des séries Oxford Early Christian Studies et Oxford Early Christian Texts, publiées par Oxford University Press. Un événement, « Christianisme et société romaine : un colloque pour le professeur Gillian Clark », est organisé en son honneur en 2011 à l'Université de Bristol et un Festschrift est publié en 2014 à la suite de cela.